# Scheloribates luciensis
Scheloribates luciensis är en kvalsterart som beskrevs av Sandór Mahunka 1985. Scheloribates luciensis ingår i släktet Scheloribates och familjen Scheloribatidae. Inga underarter finns listade i Catalogue of Life.